# Aeropuerto Internacional de Indianápolis
El Aeropuerto Internacional de Indianápolis (del inglés: Indianapolis International Airport) (IATA: IND, OACI: KIND, FAA LID: IND) es un aeropuerto internacional ubicado a 11 km (7 millas) al suroeste del centro de Indianápolis en el condado de Marion, Indiana, Estados Unidos. Es propiedad y está operado por la Autoridad del Aeropuerto de Indianápolis. El Plan Nacional de Sistemas Aeroportuarios Integrados de la Administración Federal de Aviación (FAA) para 2017-2021 lo clasificó como una instalación de servicio comercial primario de centro medio.
El aeropuerto ocupa 3,116 ha (7,700 acres) en los municipios de Wayne y Decatur en el condado de Marion y Guilford Township en el condado de Hendricks. Como hogar del segundo centro más grande de FedEx Express del mundo, IND se clasificó como el octavo aeropuerto de Estados Unidos más activo en términos de rendimiento de carga aérea en 2017.

## Historia
Hasta obtener su categoría de internacional en 1975, la principal instalación de Indianápolis en transporte comercial aéreo de pasajeros y carga era el Aeropuerto Municipal Weir-Cook, que recibía su nombre del coronel Harvey Weir-Cook
de Wilkinson, Indiana, que era un piloto de la Fuerzas Aérea de los Estados Unidos durante la Primera Guerra Mundial y la Segunda Guerra Mundial, donde murió mientras pilotaba un P-39 sobre Nueva Caledonia. Se convirtió en as del aire durante la Primera Guerra Mundial, con siete victorias. El aeropuerto fue abierto en 1931 y su nombre cambió a Weir-Cook en 1944. Desde 1962 está dirigido y gestionado por la Autoridad Aeroportuaria de Indianápolis (IAA), un órgano de gobierno de ocho miembros, entre los que se incluyen el alcalde de Indianápolis y otros políticos de los condados de Marion, Hendricks, y Hamilton del centro de Indiana. El nombre actual fue otorgado por la IAA en 1976. En verano de 2008, la IAA aprobó una resolución para mantener el nombre actual pero designando a la nueva instalación principal de pasajeros como terminal Coronel H. Weir Cook. En esta misma resolución, la nueva carretera principal de acceso al aeropuerto también recibió el nombre de Coronel H. Weir Cook Memorial Drive.
Durante 51 años, entre 1957 y 2008, la principal terminal de pasajeros estuvo situada en el lateral este del aeropuerto junto a la High School Road. Esta instalación, hoy en día cerrada, fue renovada y ampliada varias veces durante su vida, las más notables son las de 1968 (Módulos A y B), la de 1972 (Módulo D), y la de 1987 (Módulo C y el estacionamiento). Este complejo, junto con la terminal independiente de llegadas internacionales (abierta en 1976) localizado en el lado norte del campo (junto a Pierson Drive), se quedaron obsoletas tan pronto abrió la nueva terminal Coronel H. Weir Cook el 12 de noviembre de 2008. La Autoridad Aeroportuaria de Indianápolis mantiene algunas oficinas en una porción de la antigua estructura, aunque la mayor parte del edificio será demolido.
A finales de los 80 y comienzos de los 90, USAir (ahora US Airways) mantuvo una base de operaciones secundaria en Indianápolis, con vuelos directos con reactores a la costa oeste, a la costa este, y a Florida, así como vuelos en turbohélice a ciudades anteriormente operadas por Midwest. Con un pico de 146 diarias durante esta era, USAir fue la compañía dominante, aportando el 49% de las plazas. A finales de los 90, la aerolínea decidió reducir sus vuelos desde Indianápolis y cancelar la base de operaciones.
A finales de los 90 y comienzos del nuevo siglo, el aeropuerto internacional de Indianápolis se convirtió en base de operaciones de la compañía local ATA Airlines y su filial regional, Chicago Express/ATA Connection. Sin embargo, tras la entrada de la aerolínea en el Capítulo 11 de bancarrota a finales de 2004, las operaciones en IND fueron drásticamente recortadas, y tras la compra por parte de los nuevos propietarios de 2006, los vuelos restantes fueron cancelados.
La marcha de ATA de IND dio a Northwest Airlines una oportunidad para incrementar fuertemente sus vuelos en el aeropuerto. Esta ampliación de vuelos permitió a Indianápolis convertirse en una de las ciudades principales de la compañía aérea, que se fusionó con Delta Air Lines a finales de 2008. No se sabe todavía como influirá la fusión de Northwest en Delta al número de vuelos en IND y a la importancia de esta ciudad para la compañía.
En 1994, BAA obtuvo un contrato de 10 años para dirigir el aeropuerto internacional de Indianápolis. El contrato fue ampliado a tres años adicionales pero más tarde se canceló un año antes a petición de BAA. La gestión privada concluyó el 31 de diciembre de 2007 y el control fue transferido nuevamente a IAA.

## Terminal Coronel H. Weir Cook
Una terminal de 51600 metros cuadrados fue construida entre las dos pistas paralelas principales del aeropuerto internacional de Indianápolis, al suroeste de la terminal antigua y de la pista de vientos cruzados. Una nueva torre de control (ATCT) y aproximación (TRACON) de la FAA, la tercera más alta de Estados Unidos, se abrió en abril de 2006, convirtiéndose en el primer componente del plan de desarrollo del complejo. La terminal Weir Cook se abrió a los vuelos de llegada la noche del 11 de noviembre de 2008 y a las salidas a la mañana siguiente. HOK fue el director del diseño, con AeroDesign Group actuando como el grupo de arquitectura. Aviation Capital Management (Indianápolis) es el director del programa aeroportuario.
La nueva terminal, bautizada en honor del coronel Harvey Weir-Cook, contiene 44 puertas de embarque domésticos y 2 puertas de embarque internacionales (que pueden funcionar como domésticas). No se utilizan todas las puertas de embarque, sino que están planeadas para el crecimiento futuro de las aerolíneas. Además, se construyeron dos módulos de puertas para una ampliación futura en el borde suroeste (de ahí que no existan actualmente las puertas A1-A2 y B1-B2 en la nueva instalación).
Por primera vez en la historia del aeropuerto internacional de Indianápolis, las llegadas internacionales pueden ser gestionadas en la terminal de pasajeros principal. Los pasajeros que llegan a las puertas A4 y A5 pasan por las aduanas y por el puesto de inspección federal en el nivel de llegadas con un puesto destinado a la seguridad con escaleras y ascensores independientes. Tras pasar las aduanas, pasan directamente a la salida sur a la zona de reclamación de equipajes en la parte doméstica de la terminal.
Existen ocho puestos de alquiler de coches y el Centro de Transporte Terrestre (donde se proporciona información sobre limusinas, lanzaderas, coches de cortesía de hoteles y otros servicios de transporte como el servicio de bus IndyGo) ubicados en la primera planta junto al aparcamiento. Todas las retiradas y entregas de vehículos de alquiler también tienen lugar en este punto, eliminando la necesidad de poner servicios de conexión con instalaciones remotas de cada compañía. El aparcamiento de seis plantas cubre un área de 49.500 metros cuadrados.
Contiene cintas eléctricas para que el que vaya caminando lo haga más rápido dentro del edificio terminal.
El plan director del aeropuerto a largo plazo también planea una cuarta (tercera paralela) pista al sureste de la I-70. Entre 2002 y 2004, el Departamento de Transporte de Indiana (INDOT) reconstruyó una parte de la autovía Interestatal en el borde sur del aeropuerto. Estas modificaciones fueron efectuadas para permitir una futura calle de rodadura en puente, que daría servicio a la cuarta pista propuesta que pasaría por encima de dicha autovía, así como proporcionar un nuevo intercambiador de tráfico al nuevo complejo terminal, que en ese momento estaba bajo construcción. La salida (#68) de la I-70 es actualmente la entrada principal al aeropuerto, reemplazando a la antigua entrada en Sam Jones (neé Airport) Expressway y High School Road. Las previsiones también se han planteado un futuro Metro ligero para acceder a la terminal Weir Cook.

## Otras ciudades servidas
El Aeropuerto Internacional de Indianápolis atiende a muchas ciudades cercanas de mediano y pequeño tamaño, incluyendo las mayores universidades de Indiana y sus distancias en kilómetros son:
- Anderson, Indiana (88 kilómetros)
- Bloomington, Indiana (sede del campus principal de la Universidad de Indiana Bloomington) (78.4 kilómetros)
- Columbus, Indiana (83.7 kilómetros)
- Kokomo, Indiana (106.5 kilómetros)
- Lafayette, Indiana (sede del campus principal de la Universidad Purdue) (106.7 kilómetros)
- Terre Haute, Indiana (sede de la Universidad del Estado de Indiana) (109.4 kilómetros)
- Muncie, Indiana (sede de la Universidad Estatal Ball) (131.3 kilómetros)

## Instalaciones

### Terminal

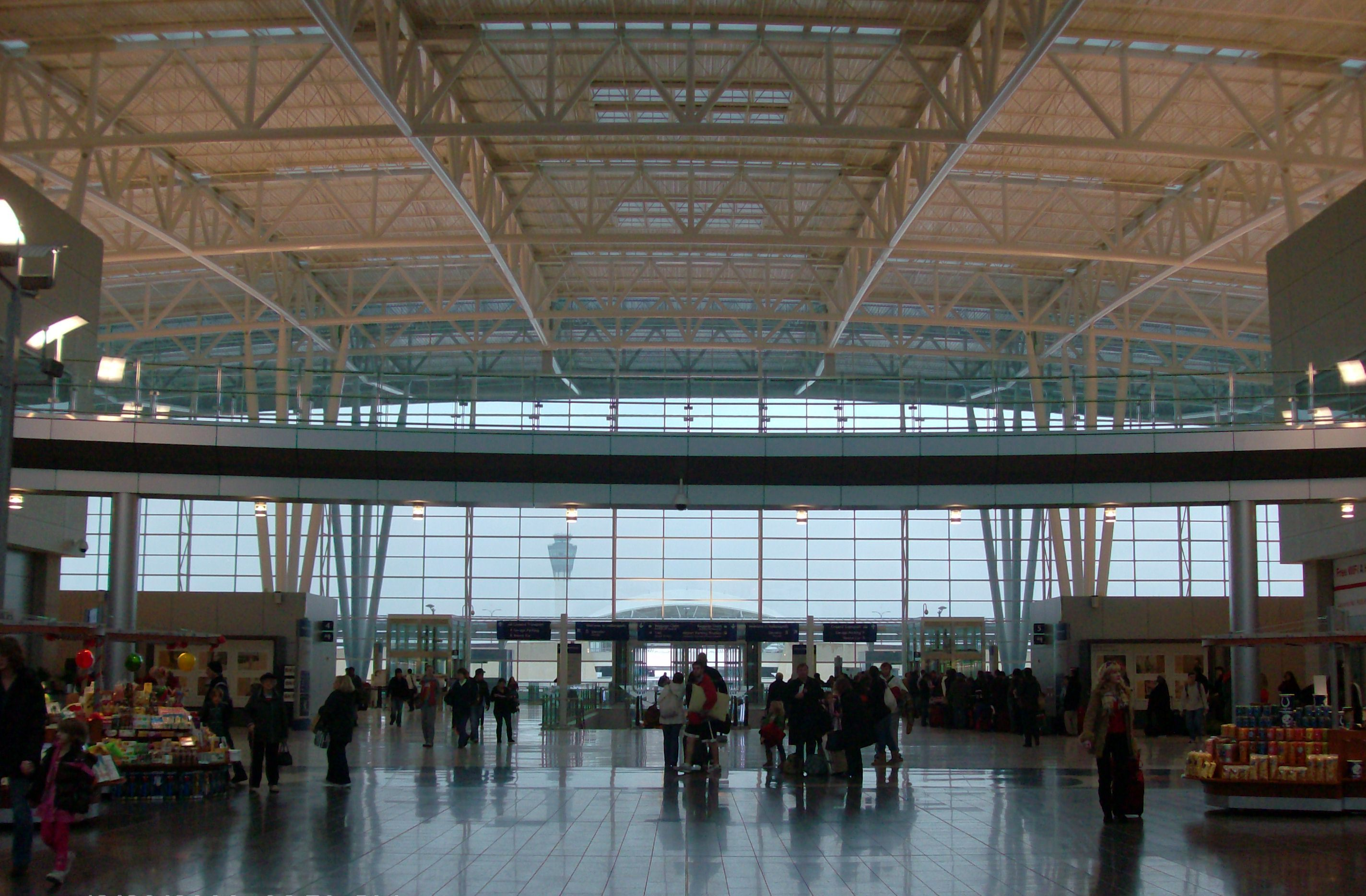
Plaza Cívica.

La terminal actual se inauguró en 2008 y lleva el nombre del coronel Harvey Weir Cook. Fue una de los primeros diseñados y construidos en los Estados Unidos después de los atentados del 11 de septiembre de 2001. Tiene espacio para 44 puertas nacionales y 2 puertas internacionales (que también pueden funcionar como puertas nacionales). No todas las posiciones de las puertas se utilizaron al abrir la instalación, para permitir la expansión futura de las aerolíneas. Las estructuras de la explanada de dos puertas se construyeron para permitir una futura expansión en sus extremos suroeste.
La nueva terminal permite que las llegadas internacionales pasen por la aduana en la principal terminal de pasajeros; estos pasajeros solían desembarcar en un edificio separado. Los pasajeros que llegan a las puertas A4 y A5 van a la Estación de Inspección Federal y de Aduanas de Estados Unidos en el nivel de llegadas a través de una escalera, escalera mecánica o ascensor exclusivo y seguro. Después de pasar la aduana, salen al extremo sur del área de reclamo de equipaje nacional de la terminal principal.
La Sala A tiene un salón Delta Sky Club, el primer salón de aerolínea en el Aeropuerto Internacional de Indianápolis desde que USAir cerró su centro. El salón abrió el 15 de noviembre de 2010.

### Transporte terrestre
Ocho operaciones de alquiler de automóviles y el Centro de transporte terrestre (donde se puede obtener información sobre limusinas, autobuses de enlace, vehículos de cortesía de hotel y otros servicios de transporte como el servicio de autobuses IndyGo) se encuentran en el primer piso del estacionamiento adjunto. Todas las recogidas y devoluciones de vehículos de alquiler también se realizan aquí, lo que elimina la necesidad de trasladar a los clientes hacia y desde las instalaciones de procesamiento remoto de las empresas individuales. El estacionamiento de cinco pisos cubre 4.5 ha (11 acres) en cada uno de sus niveles. Cuenta con un atrio central lleno de luz completo con una obra de arte suspendida y contiene aceras móviles para acelerar la entrada y salida de peatones del edificio de la terminal.

## Aerolíneas y destinos

### Pasajeros
| Aerolíneas           | Destinos |
| -------------------- | --- |
| Aer Lingus           | Dublín |
| Air Canada Express   | Estacional: Toronto–Pearson |
| Alaska Airlines      | Seattle/Tacoma |
| Allegiant Air        | Cayo Hueso, Fort Lauderdale, Jacksonville (FL), Las Vegas, Orlando/Sanford, Portland (OR), Punta Gorda (FL), San Petersburgo/Clearwater, Sarasota Estacional: Austin, Boston, Charleston (SC), Destin/Fort Walton Beach, Los Ángeles, Myrtle Beach, Savannah                                          |
| American Airlines    | Charlotte, Chicago–O'Hare, Dallas/Fort Worth, Los Ángeles, Miami, Phoenix–Sky Harbor Estacional: Cancún, Filadelfia, Punta Cana (inicia el 6 de diciembre de 2025), Washington–National |
| American Eagle       | Boston, Chicago–O'Hare, Filadelfia, Nueva York–JFK, Nueva York–LaGuardia, Washington–National Estacional: Miami |
| Delta Air Lines      | Atlanta, Los Ángeles, Mineápolis/St. Paul, Salt Lake City Estacional: Cancún (reinicia el 20 de diciembre de 2025), Detroit |
| Delta Connection     | Austin, Boston, Detroit, Nueva York–JFK, Nueva York–LaGuardia, Raleigh/Durham Estacional: Mineápolis/St. Paul, Orlando (inicia el 20 de diciembre de 2025) |
| Frontier Airlines    | Atlanta, Dallas/Fort Worth, Denver, Orlando Estacional: Raleigh/Durham, Tampa |
| Southwest Airlines   | Atlanta, Austin, Baltimore, Chicago–Midway, Dallas–Love, Denver, Fort Lauderdale, Fort Myers, Houston–Hobby, Kansas City, Las Vegas, Nashville, Orlando, Phoenix–Sky Harbor, San Diego, Sarasota, Tampa Estacional: Cancún, Miami, Panama City (FL), San José del Cabo (inicia el 5 de marzo de 2026) |
| Spirit Airlines      | Atlanta, Charlotte, Dallas/Fort Worth, Fort Lauderdale, Las Vegas, Los Ángeles, Newark, Nueva York–LaGuardia (inicia el 8 de octubre de 2025), Orlando,Tampa Estacional: Nueva Orleans |
| Sun Country Airlines | Estacional: Mineápolis/St. Paul |
| United Airlines      | Denver, Houston–Intercontinental, San Francisco Estacional: Chicago–O'Hare, Washington–Dulles (inicia el 25 de septiembre de 2025) |
| United Express       | Chicago–O'Hare, Houston–Intercontinental, Newark, Washington–Dulles |

### Carga
| Aerolíneas      | Destinos |
| --------------- | --- |
| Cargolux        | Atlanta, Chicago–O'Hare, Houston–Intercontinental, Luxemburgo, Nueva York–JFK |
| Castle Aviation | Akron/Canton, Hamilton |
| FedEx Express   | Allentown, Anchorage, Atlanta, Baltimore, Boston, Burbank, Cedar Rapids, Charlotte, Chicago–O'Hare, Cleveland, Colonia/Bonn, Columbus–Rickenbacker, Dallas/Fort Worth, Denver, Detroit, El Paso, Filadelfia, Fort Lauderdale, Fort Worth, Grand Rapids, Greenville (SC), Greensboro, Harrisburg, Hartford, Houston–Intercontinental, Kansas City, Knoxville, Lieja, Londres–Stansted, Los Ángeles, Louisville, Madison, Memphis, Miami, Milwaukee, Mineápolis/St. Paul, Montreal–Mirabel, Nashville, Newark, Newburgh, Norfolk, Nueva Orleans, Nueva York–JFK, Oakland, Omaha, Ontario, Orlando, Ottawa, París–Charles de Gaulle, Phoenix–Sky Harbor, Pittsburgh, Portland (OR), Raleigh/Durham, Richmond, Sacramento, Salt Lake City, San Diego, San José (CA), San Luis, Seattle/Tacoma, Siracusa, Tampa, Toronto–Pearson, Washington–Dulles |
| FedEx Feeder    | Búfalo, Cedar Rapids/Iowa City, Columbus–Rickenbacker, Fargo, Parkersburg, Rochester (MN), Sioux Falls, South Bend |

### Destinos internacionales
Se ofrece servicio a 5 destinos internacionales (4 estacionales), a cargo de 5 aerolíneas.
| Ciudades                                                   | Nombre del aeropuerto                    | Aerolínea |              |              |              |
| Norteamérica                                               | Norteamérica                             | Norteamérica | Norteamérica | Norteamérica | Norteamérica |
| ---------------------------------------------------------- | ---------------------------------------- | --- | ------------ | ------------ | ------------ |
| Canadá (1 destino [estacional], 1 aerolínea)               |                                          | |              |              |              |
| Toronto                                                    | Aeropuerto Internacional Toronto Pearson | Air Canada Express (Estacional) |              |              |              |
| México (2 destinos [estacionales], 3 aerolíneas)           |                                          | |              |              |              |
| Cancún                                                     | Aeropuerto Internacional de Cancún       | American Airlines (Estacional) / Delta Air Lines (Estacional) (reinicia el 20 de diciembre de 2025) / Southwest Airlines (Estacional) |              |              |              |
| San José del Cabo                                          | Aeropuerto Internacional de Los Cabos    | Southwest Airlines (Estacional) (inicia el 5 de marzo de 2026)                                                                        |              |              |              |
| El Caribe                                                  |                                          | |              |              |              |
| República Dominicana (1 destino [estacional], 1 aerolínea) |                                          | |              |              |              |
| Punta Cana                                                 | Aeropuerto Internacional de Punta Cana   | American Airlines (Estacional) (inicia el 6 de diciembre de 2025)                                                                     |              |              |              |
| Europa                                                     |                                          | |              |              |              |
| Irlanda (1 destino, 1 aerolínea)                           |                                          | |              |              |              |
| Dublín                                                     | Aeropuerto de Dublín                     | Aer Lingus |              |              |              |
| Total: 5 destinos (4 estacionales), 4 países, 5 aerolíneas |                                          | |              |              |              |

## Estadísticas

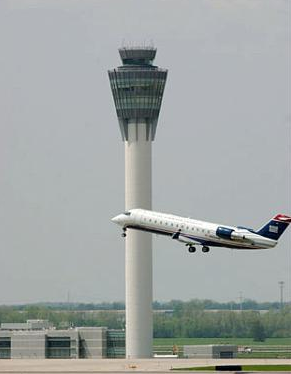
Torre del control.

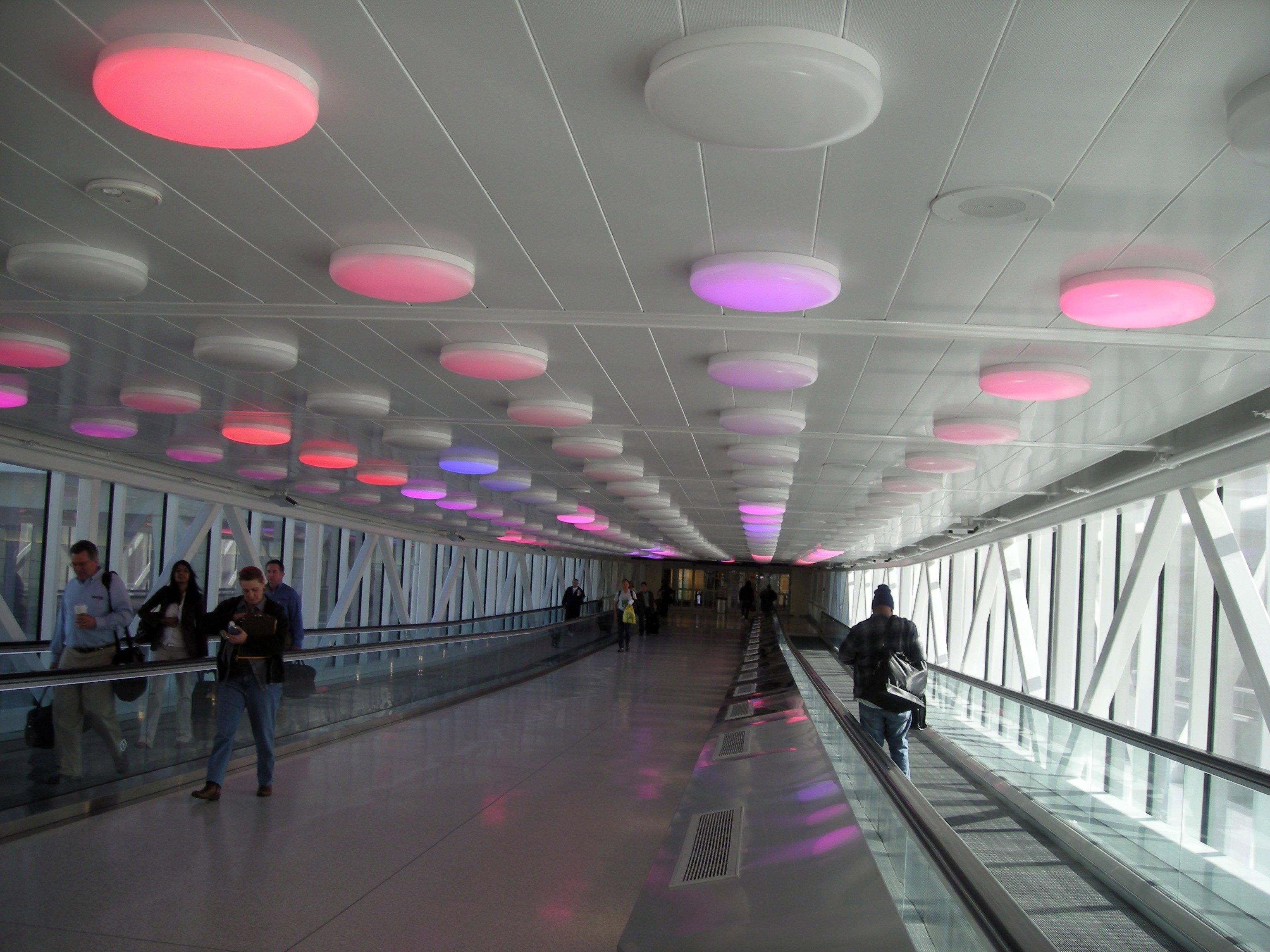
Pasarela desde la terminal hasta el estacionamiento con luces activadas por movimiento.

### Rutas más transitadas
| Número | Ciudad                        | Pasajeros | Aerolínea                                                               |
| ------ | ----------------------------- | --------- | ----------------------------------------------------------------------- |
| 1      | Atlanta, Georgia              | 480,000   | Delta Air Lines, Southwest Airlines                                     |
| 2      | Denver, Colorado              | 379,000   | Frontier Airlines, Southwest Airlines, United Airlines, United Express  |
| 3      | Orlando, Florida              | 327,000   | Delta Air Lines, Frontier Airlines, Southwest Airlines, Spirit Airlines |
| 4      | Chicago, Illinois             | 283,000   | American Airlines, American Eagle, United Airlines, United Express      |
| 5      | Dallas, Texas                 | 274,000   | American Airlines                                                       |
| 6      | Charlotte, Carolina del Norte | 265,000   | American Airlines, American Eagle                                       |
| 7      | Las Vegas, Nevada             | 225,000   | Allegiant Air, Frontier Airlines, Southwest Airlines, Spirit Airlines   |
| 8      | Phoenix, Arizona              | 208,000   | American Airlines, Southwest Airlines                                   |
| 9      | Fort Lauderdale, Florida      | 173,000   | Allegiant Air, Southwest Airlines, Spirit Airlines                      |
| 10     | Mineápolis, Minnesota         | 168,000   | Delta Air Lines, Delta Connection, Sun Country Airlines                 |

| Número | Ciudad                  | Carga (libras) | Aerolínea               |
| ------ | ----------------------- | -------------- | ----------------------- |
| 1      | Los Ángeles, California | 6,944,183      | Cargolux, FedEx Express |
| 2      | Oakland, California     | 6,717,406      | FedEx Express           |
| 3      | Memphis, Tennessee      | 6,603,929      | FedEx Express           |
| 4      | Newark, Nueva Jersey    | 5,786,845      | FedEx Express           |
| 5      | Boston, Massachusetts   | 4,590,933      | FedEx Express           |
| 6      | Dallas, Texas           | 3,996,817      | FedEx Express           |
| 7      | Seattle, Washington     | 3,943,765      | FedEx Express           |
| 8      | Denver, Colorado        | 3,718,289      | FedEx Express           |
| 9      | Anchorage, Alaska       | 3,592,389      | FedEx Express           |
| 10     | Atlanta, Georgia        | 3,588,692      | FedEx Express           |

### Tráfico anual
| Año  | Pasajeros | Año  | Pasajeros | Año  | Pasajeros  |
| ---- | --------- | ---- | --------- | ---- | ---------- |
| 1996 | 7,069,039 | 2006 | 8,085,394 | 2016 | 8,511,959  |
| 1997 | 7,171,845 | 2007 | 8,272,289 | 2017 | 8,800,828  |
| 1998 | 7,292,132 | 2008 | 8,151,488 | 2018 | 9,413,962  |
| 1999 | 7,463,536 | 2009 | 7,465,719 | 2019 | 9,537,377  |
| 2000 | 7,722,191 | 2010 | 7,526,414 | 2020 | 4,104,648  |
| 2001 | 7,238,744 | 2011 | 7,478,835 | 2021 | 7,176,046  |
| 2002 | 6,896,418 | 2012 | 7,333,733 | 2022 | 8,693,024  |
| 2003 | 7,361,060 | 2013 | 7,217,051 | 2023 | 9,788,867  |
| 2004 | 8,025,051 | 2014 | 7,363,632 | 2024 | 10,520,326 |
| 2005 | 8,524,442 | 2015 | 7,998,086 | 2025 |            |

## Accidentes
- El 9 de septiembre de 1969, el Vuelo 853 de Allegheny Airlines, que efectuaba un vuelo Boston - Baltimore - Cincinnati - Indianápolis - St. Louis, se vio envuelto en una colisión aérea con una Piper Cherokee durante su descenso sobre Fairland, Indiana en el condado de Shelby. El avión, un McDonnell Douglas DC-9-31, se estrelló en un maizal próximo a London, Indiana, muriendo los 78 pasajeros y cuatro tripulantes a bordo. El piloto que manejaba la Cherokee también murió, incrementando el total de muertes a 83.
- El 20 de octubre de 1987, un A-7D Corsair II de la Fuerza Aérea de Estados Unidos se estrelló en una Posada Ramada cerca del aeropuerto después de que el piloto se viese obligado a eyectarse debido a un problema en el motor. Diez personas murieron, nueve de ellas, empleados del negocio.[22]
- El 31 de octubre de 1994, el Vuelo 4184 de American Eagle, que volaba al Aeropuerto Internacional O'Hare en Chicago, Illinois desde Indianápolis, se estrelló en un campo de soja al noroeste de Indiana, en el pueblo de Roselawn, matando a las 68 personas a bordo.

## Transporte público
IndyGo opera la Línea Verde Centro/Aeropuerto Express diariamente desde las 5 a. m. a las 9 p. m. Desde las 5 a. m. a las 9 a. m. y del mediodía a las 9 p. m., el servicio tiene una frecuencia de quince minutos. De las 9 a. m. al mediodía, el servicio tiene una frecuencia de veinte minutos. El servicio exprés tiene un costo de $7 por pasajero. La parada de este servicio en el aeropuerto está ubicado al noroeste del Centro de Transporte Terrestre, que está en el nivel uno del estacionamiento.

## Aeropuertos cercanos
Los aeropuertos más cercanos son:
- Aeropuerto de Seymour (91 km)
- Aeropuerto Internacional de Cincinnati/Norte de Kentucky (158 km)
- Aeropuerto Internacional de Fort Wayne (167 km)
- Aeropuerto de la Universidad de Illinois Willard (174 km)
- Aeropuerto Internacional de Dayton (177 km)